# یواس‌اس پورتانوس (ای‌آرسی-۱)
یواس‌اس پورتانوس (ای‌آرسی-۱) (به انگلیسی: USS Portunus (ARC-1)) یک کشتی بود که طول آن ۲۰۳ فوت ۶ اینچ (۶۲٫۰۳ متر) بود. این کشتی در سال ۱۹۴۴ ساخته شد.